# Flodor
Flodor est une ancienne entreprise française spécialisée dans la production de chips et autres produits à base de pomme de terre, ainsi qu'une marque commerciale homonyme créée par cette société. L'entreprise, fondée en 1958 par Jean Brueder, dont le siège se trouvait à Saint-Cloud (Hauts-de-Seine) et le site de production à Péronne (Somme), a été achetée en 1990 par le groupe italien Unichips, avant d'être liquidée en 2005,.
Unichips, aussi appelé San Carlo Gruppo Alimentare, basé à Milan et dont la marque principale est « San Carlo », continue de commercialiser des produits sous la marque « Flodor ».

## Histoire
Dans les années 1960, cette société lança une campagne publicitaire pour faire connaître ses chips, « la blonde à croquer », qui fut la première « campagne mystère » à grande échelle en France. Cette campagne fut une création de Marcel Bleustein-Blanchet, fondateur de Publicis.
En janvier 2013, le Groupe Casino relance la marque lors d'une opération "Flodor Collector". Depuis la marque s'est développée à nouveau avec différents produits.